# فرودگاه تک‌بانده افوباکاه
فرودگاه تک‌بانده افوباکاه (به انگلیسی: Afobaka Airstrip) یک فرودگاه همگانی است . این فرودگاه در کشور سورینام قرار دارد .